# Mžany
Mžany (deutsch Mschan) ist eine Gemeinde in Tschechien. Sie liegt neun Kilometer südlich von Hořice und gehört zum Okres Hradec Králové.

## Geographie

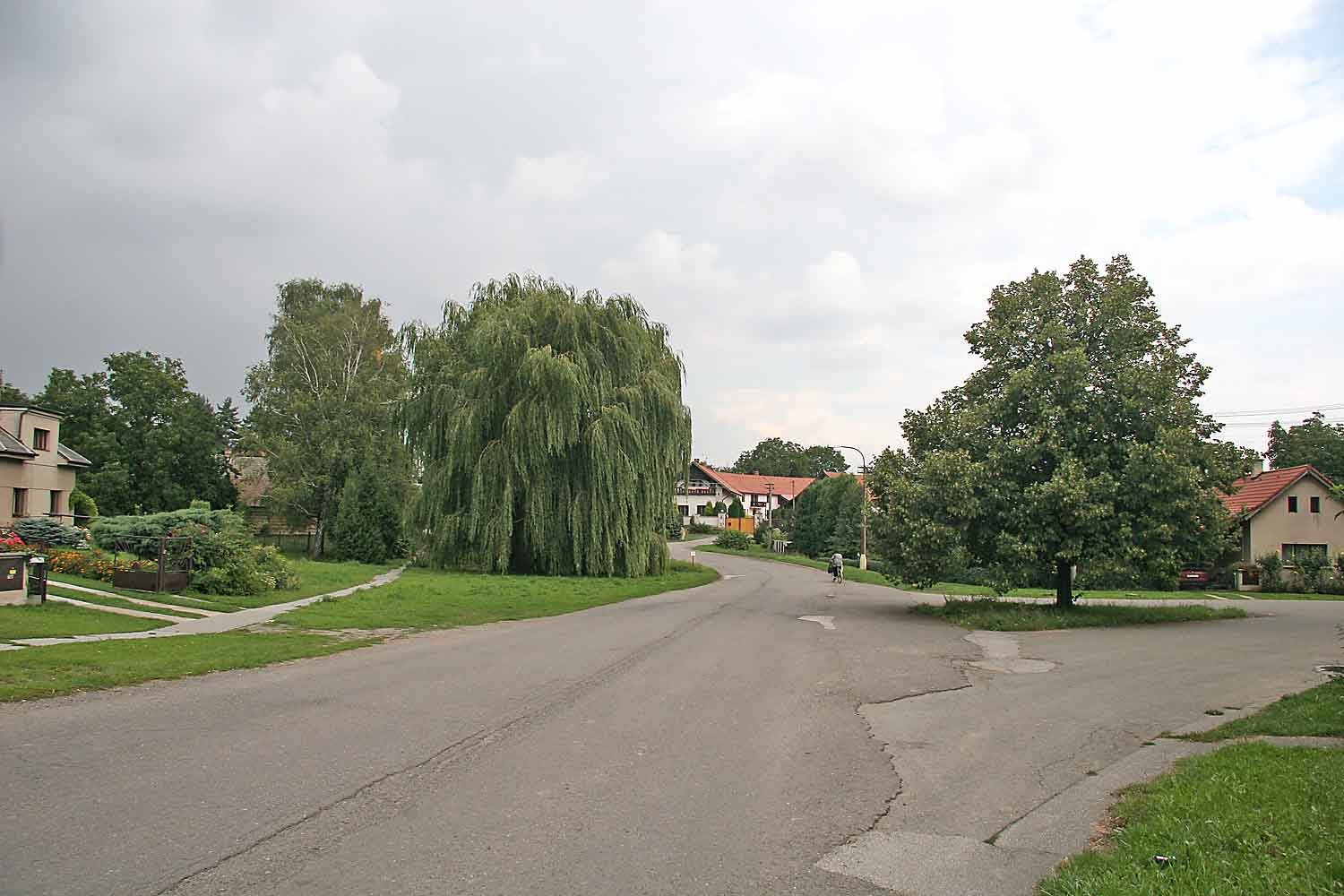
Mžany – Dorfplatz

Mžany befindet sich rechtsseitig der Bystřice am Übergang des Horschitzer Berglandes zur Ostböhmischen Tafel. Nördlich erhebt sich der Hügel Bukvice (Bukowice, 312 m), nordöstlich der Rozkoš (285 m). Östlich des Dorfes verläuft die Bahnstrecke von Hradec Králové nach Jičín, die nächste Bahnstation Sadová liegt einen reichlichen Kilometer gegen Osten.
Nachbarorte sind Klenice und Dub im Norden, Sovětice im Nordosten, Sadová im Osten, Dohalice und Dohaličky im Südosten, Kopaniny, Mokrovousy und Janov im Süden, Zavadilka und Stračovská Lhota im Südwesten, Pšánky und Stračov im Westen sowie Čeňov und Milovice u Hořic im Nordwesten.

## Geschichte
Die erste urkundliche Erwähnung von Mžany erfolgte im Jahre 1404, Besitzer war zu dieser Zeit Zbislav Sokol von Mžany. Älter ist der Ortsteil Stračovská Lhota, der sich seit 1399 nachweisen lässt. Dub wurde 1543 erstmals schriftlich erwähnt. Von den Edelleuten von Mžany erbte 1536 Mikuláš Dohalský von Dohalice die Güter in Mžany. 1638 kaufte der königliche Rat und Richter Wilhelm Heinrich Odkolek von Mětice Mžany. Dessen Sohn Maximilian heiratete unstandesgemäß eine Bauerntochter aus Mžany und wurde enterbt.
Nach der Aufhebung der Patrimonialherrschaften bildete Mžany mit dem Ortsteil Dub eine Gemeinde im Bezirk Königgrätz. Während des Deutschen Krieges trafen in der Gegend preußische und österreichische Truppen aufeinander. Am 3. Juli 1866 reiste der preußische König Wilhelm I. in einer Kutsche von Jičín an und wurde um acht Uhr früh von seinen Truppen in Dub mit einem lauten Hurra empfangen. Anschließend ritt Wilhelm I. in Begleitung seines Kanzlers Otto von Bismarck, des Generals Helmuth Karl Bernhard von Moltke und des Kriegsministers Albrecht von Roon auf den Rozkoš, wo das preußische Hauptquartier aufgeschlagen wurde. Der Hügel bot über das Tal der Bystřice eine gute Sicht auf das Kampfgebiet um den Svíb und Chlum. Die preußische Artillerie hatte im Duber Wäldchen zwischen Dub und Stračovská Lhota Stellung bezogen und eröffnete von dort die Schlacht bei Königgrätz.
1878 wurde Dub zu einer eigenständigen Gemeinde. Von 1949 bis 1960 war Mžany dem Okres Hořice zugeordnet, seit 1961 gehört sie wieder zum Okres Hradec Králové. 1961 wurden Dub und Stračovská Lhota einschließlich Zavadilka eingemeindet.

## Gemeindegliederung
Die Gemeinde Mžany besteht aus den Ortsteilen Dub (Eich), Mžany (Mschan) und Stračovská Lhota (Elsterhotten) sowie der Ansiedlung Zavadilka (Zawadilka).

## Sehenswürdigkeiten
- Kapelle Maria Loudes an einer wundertätigen Quelle
- Denkmal für die Opfer beider Weltkriege
- Gedenksteine an die Schlacht bei Königgrätz